# Artus de Penguern
Artus de Penguern (Neuilly-sur-Seine, Hauts-de-Seine, 1957. március 13. – Párizs, 2013. május 15.) francia színész, rendező.

## Élete
Miután elkezdte a közgazdaságtan tanulmányait a párizsi Dauphine Egyetemen, szülei tudta nélkül beiratkozott a város legrégebbi és leghíresebb színi tanodájába, a Course Simon-ba. Az első tanév végén apjával közölte, hogy ő inkább színész szeretne lenni. Erre az apja azt tanácsolta, hogy végezzen szakirányú képzést a Conservatoire Libre du Cinéma Français (CLCF) filmművészeti akadémián. Jó lehetőségnek tartotta az akadémián való tanulást, hiszen itt nemcsak színészeket, hanem írókat és rendezőket is képeznek.

## Filmográfia

### Filmek
Dőlt betűvel a még készülő filmeket jelöltük
| év   | magyar cím                                    | eredeti cím                                 | szerep              | magyar hangja     | jegyzet                       |
| ---- | --------------------------------------------- | ------------------------------------------- | ------------------- | ----------------- | ----------------------------- |
| 2013 |                                               | La Fleur de l'âge                           | Joseph Tellier      |                   |                               |
| 2012 | Szex, hazugság, vészhelyzet                   | La Clinique de l'amour                      | John Marchal        |                   | rendező és forgatókönyvíró is |
| 2008 |                                               | Fool Moon                                   | Thierry             |                   |                               |
| 2007 | Milyen bőr van a képeden?                     | Agathe Cléry                                | Hervé               |                   |                               |
| 2007 | Cselszövés a négyzeten                        | Détrompez-vous                              | François            | Németh Gábor      |                               |
| 2007 |                                               | Big City                                    | Lucie               |                   |                               |
| 2006 |                                               | L'Invité                                    | Bonnot              |                   |                               |
| 2006 | Unikornis                                     | U                                           | Vörös hangja        |                   |                               |
| 2005 |                                               | L'Homme qui rêvait d'un enfant              | Alfred              |                   |                               |
| 2004 | Zarándokút                                    | Saint-Jacques… La Mecque                    | Pierre              |                   |                               |
| 2004 | Azok az őszinte franciák                      | Les gens honnêtes vivent en France          | François Guérambois |                   |                               |
| 2002 |                                               | Toutes les filles sont folles               | az orvos            |                   |                               |
| 2000 | Gregoir Moulin a világ ellen                  | Grégoire Moulin contre l'humanité           | Grégoire Moulin     |                   | rendező és forgatókönyvíró is |
| 2000 | Amélie csodálatos élete                       | Le Fabuleux Destin d'Amélie Poulain         | Hipolito, az író    | Fekete Ernő Tibor |                               |
| 1999 |                                               | Une affaire de goût                         | Flavert             |                   |                               |
| 1999 | Az anyósom                                    | Belle-maman                                 | Pascal              |                   |                               |
| 1996 |                                               | Ouvrez le chien                             |                     |                   |                               |
| 1995 |                                               | Portraits chinois                           | Gérard              |                   |                               |
| 1995 |                                               | Des nouvelles du bon Dieu                   | Salambo             |                   |                               |
| 1994 | A félelem városa                              | La Cité de la peur                          | Sens                |                   |                               |
| 1993 | Mina Tannenbaum                               | Mina Tannenbaum                             | Naschich            |                   |                               |
| 1992 |                                               | Roulez jeunesse                             | Lionel              |                   |                               |
| 1990 | Egy szívesség, egy óra és egy nagyon nagy hal | La Montre, la croix et la manière           | Assisi Szent Ferenc |                   |                               |
| 1989 | Henry és June                                 | Henry et June                               | Brassaï             |                   |                               |
| 1987 | Őrület                                        | Frantic                                     | pincér              |                   |                               |
| 1986 |                                               | Lévy et Goliath                             |                     |                   |                               |
| 1985 |                                               | Hôtel du Paradis                            | Patric              |                   |                               |
| 1985 |                                               | Police                                      | felügyelő           |                   |                               |
| 1985 |                                               | Suivez mon regard                           |                     |                   |                               |
| 1985 |                                               | Le Quatrième Pouvoir                        |                     |                   |                               |
| 1984 |                                               | Urgence                                     | Bernier             |                   |                               |
| 1984 |                                               | Liste Noire                                 | egy felügyelő       |                   |                               |
| 1983 |                                               | Le Sang des autres                          |                     |                   |                               |
| 1983 | Magányos nők                                  | Femmes de personne                          |                     |                   |                               |
| 1983 |                                               | Mesrine                                     | felügyelő           |                   |                               |
| 1983 |                                               | Danton                                      |                     |                   |                               |
| 1982 |                                               | Prends ton passe-montagne, on va à la plage | Victor              |                   |                               |
| 1981 |                                               | Guy de Maupassant                           |                     |                   |                               |

### Tévéfilmek
| év   | magyar cím | eredeti cím                                               | szerep      | megjegyzés |
| ---- | ---------- | --------------------------------------------------------- | ----------- | ---------- |
| 2011 |            | Les Belles-sœurs                                          | Francky     |            |
| 2010 |            | Contes et nouvelles du XIXe siècle: Le Mariage de Chiffon |             |            |
| 2005 |            | Les Courriers de la mort                                  | Chabrand    |            |
| 2003 |            | Marylin et ses enfants                                    | Julien      |            |
| 1996 |            | Une mère comme on n'en fait plus                          | Laurent     |            |
| 1980 |            | La Mort en sautoir                                        | a "bandita" |            |

### Rövidilmek
| év   | eredeti cím                       | szerep                 | megjegyzés             |
| ---- | --------------------------------- | ---------------------- | ---------------------- |
| 2007 | Cut!                              |                        | 2 perces               |
| 2004 | (Mon) jour de chance              | Jérôme                 | 13 perces              |
| 2004 | Rien de grave                     | a pilóta kiképző       | 10 perces              |
| 2003 | Mon papa à moi                    |                        | 23 perces              |
| 2002 | L'Odeur du melon dans la poubelle | Joël                   | 16 perces              |
| 1999 | Le gang des TV                    |                        |                        |
| 1998 | Adieu monde cruel                 |                        |                        |
| 1998 | Gratin                            |                        | 5 perces               |
| 1998 | La Polyclinique de l'amour        | Michael                | rendező is, 7 perces   |
| 1996 | Les Lacets                        | a felnőtt Bruno Gavray | 14 perces              |
| 1996 | Les Voisins                       |                        | rendező is, 7 perces   |
| 1995 | Le homard                         | a homár hangja         | rendező is, 4 perces   |
| 1995 | Un bel après-midi d'été           |                        | csak rendező, 7 perces |
| 1994 | Love, love, love                  |                        | 8 perces               |
| 1994 | Les Mots de l'amour               | a fiú                  | 8 perces               |
| 1993 | Rêve d'amour                      | férfi a kávézóban      | 18 perces              |
| 1992 | Cocon                             |                        | 11 perces              |
| 1992 | O mon amour                       |                        | 9 perces               |
| 1991 | Soaelink Station                  |                        | 5 perces               |
| 1991 | Or donc!                          |                        |                        |
| 1990 | J'ai peur du noir                 |                        |                        |
| 1989 | Rupture de stock                  |                        | 7 perces               |

### Sorozatok
| év   | magyar cím    | eredeti cím                         | szerep       | epizód   |
| ---- | ------------- | ----------------------------------- | ------------ | -------- |
| 2007 |               | Sécurité intérieure                 | Paul Arrighi |          |
| 2000 | A nyomorultak | Les Misérables                      | Chabouillet  | 4 epizód |
| 1999 |               | Les Bœuf-carottes                   | Juge Gautray | 5 epizód |
| 1988 |               | Les Enquêtes du commissaire Maigret | Lambescq     |          |
| 1985 |               | Rancune tenace                      |              |          |
| 1978 |               | Il était un musicien                | Robert Caby  | 1 epizód |